# Martin Polke

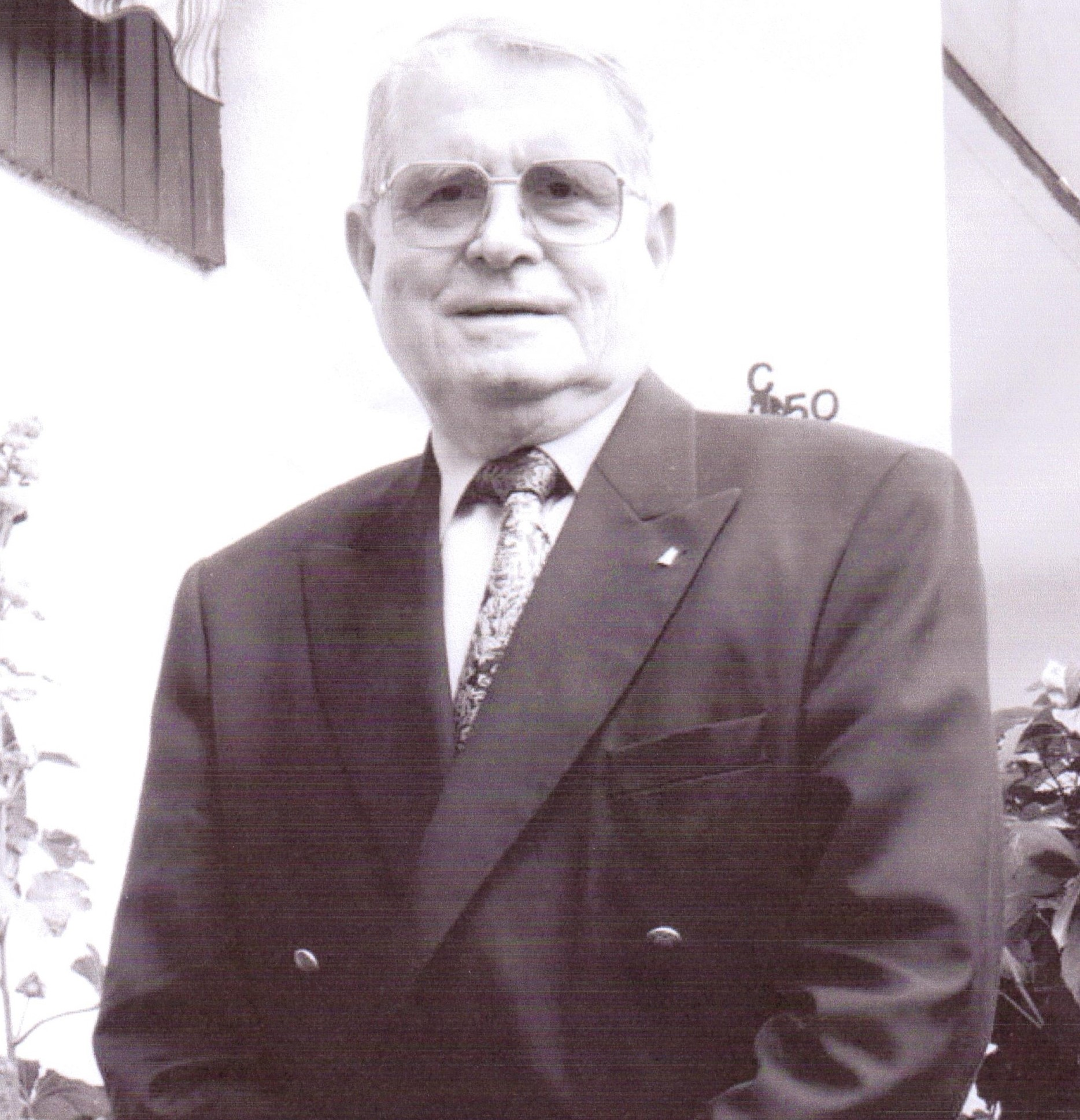
Martin Polke (2013)

Martin Polke (* 7. September 1930 in Beuthen O.S.; † 7. Juni 2018 in Köln) war ein deutscher Industriephysiker, Manager, Professor. Er gehörte zu den Pionieren der Prozessleittechnik und war Mitbegründer der Ausbildung von Diplom-Ingenieuren im Fach Prozessleittechnik in Deutschland.

## Werdegang
Martin Polke wurde 1930 als Sohn des Architekten Franz Polke und seiner Ehefrau Irmgard in Beuthen (Oberschlesien) geboren. Von 1936 bis 1940 besuchte er hier die Grundschule und danach das Gymnasium. Durch die Kriegsgeschehnisse erfolgte die Umsiedlung der Familie nach Bayern, dort erlangte er 1949 das Abitur am Humanistischen Gymnasium Münnerstadt (Landkreis Bad Kissingen / Unterfranken).
Nach dem Abitur begann er sein Physikstudium an der Universität Würzburg. Nach einem Jahr wechselte er zunächst an die Philosophische Hochschule München-Pullach (SJ, Noviziat). Im Sommersemester 1952 setzte er sein Physikstudium an der Technischen Hochschule Darmstadt fort und legte hier 1957 seine Diplomprüfung als Physiker ab.

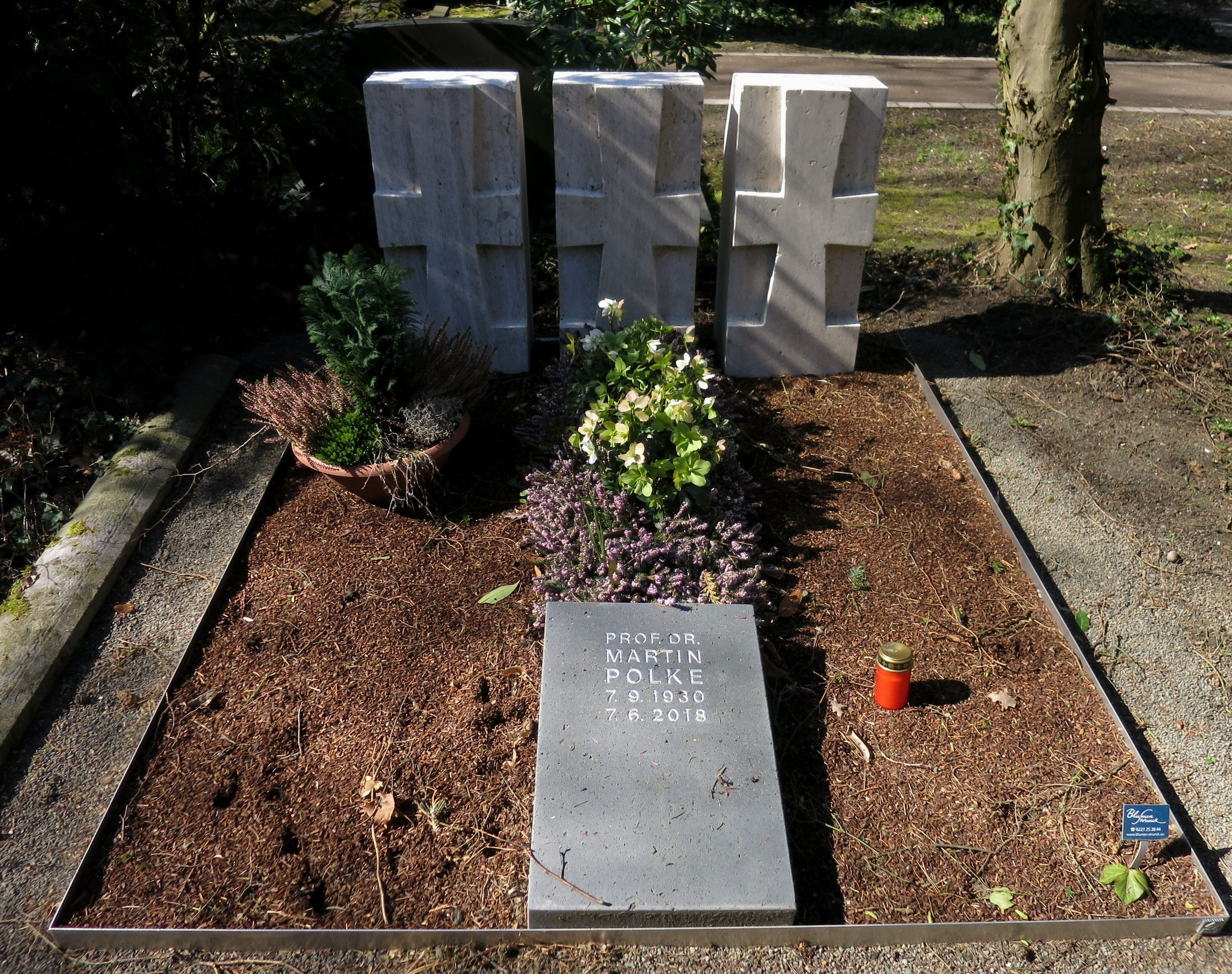
Grabstätte (Foto: 2019)

Während seiner Tätigkeit an der TH Darmstadt von 1957 bis 1959 begann er seine Dissertation bei Fritz Stöckmann. Er wechselte von 1959 bis 1964 als Wiss. Assistent an die TH Karlsruhe in das Institut für Angewandte Physik. 1963 erfolgte seine Promotion bei Stöckmann zum Thema „Raumladungsbegrenzte Photoströme in dünnen Schichten aus hexagonalem Selen“. Danach bevorzugte Polke zunächst eine Industrietätigkeit.
Martin Polke war mit der Religionspädagogin Renate Polke geb. Vollmer verheiratet, das Ehepaar hat zwei Söhne (Physiker, Psychologe) und eine Tochter (Kunsthistorikerin). Polke starb 2018 im Alter von 87 Jahren und wurde auf dem Kölner Friedhof Melaten (Flur 27 (Z) Nr. 24a+b) beigesetzt.

## Wirken in der Großindustrie
Sein Berufseinstieg in der Industrie führte ihn 1964 bei der Bayer AG, Leverkusen in die Ingenieur-Abteilung für Angewandte Physik. Hier war er zunächst mit Elektrofotografie, Messgerätebau und Stereoscan befasst. Ab 1967 wurde er Leiter für Prüfwesen Chemiewerkstoffe in der Anwendungstechnik. Zwei Jahre später übernahm er den Aufgabenbereich als stellvertretender Abteilungsvorstand.
1970 wurde ihm dann die Tätigkeit als Abteilungsvorstand mit Handlungsvollmacht übertragen und ab 1971 Prokura erteilt. Mitte 1971 wurde er Leiter des Spartenbüros Fasern und somit verantwortlich für Planung, Kontrolle, Logistik, Information, Administration und Systemanalyse. Seit 1973 war er stellvertretender Abteilungsdirektor, und ab 1975 wurden ihm die Aufgaben des Abteilungsdirektors übertragen. Kurz danach erfolgte sein Eintritt in die Spartenleitung Fasern. Im Herbst 1976 wurde Polke zum Direktor der Bayer AG berufen.
Im Jahre 1982 wurde Polke mit der Leitung des Ingenieurbereichs Prozessleittechnik (PLT) betraut, die er bis zu seinem Ausscheiden aus der Bayer AG im Jahre 1990 innehatte. Hier hat er insbesondere mit dem Ebenenmodell als Ordnungsstruktur in der Produktion und dem Phasenmodell für den Produktionsablauf die Grundlagen für leittechnische Rahmenkonzepte geschaffen, die von seinen Mitarbeitern vorangetrieben und dann für alle Betriebe der Bayer AG erstellt wurden. Später haben auch andere Unternehmen über die Normenarbeitsgemeinschaft für Mess- und Regelungstechnik in der chemischen Industrie (NAMUR) diese Erfahrungen genutzt und für ihre Betriebe solche Rahmenkonzepte der Prozessleittechnik erarbeitet und angewendet.

## Professor an mehreren Universitäten
Martin Polke hat seine umfangreichen Industrieerfahrungen auf dem Gebiet Prozessleittechnik in vielfältiger Form in die universitäre Lehre und Forschung eingebracht. Er erhielt ab 1984 einen Lehrauftrag für Prozessleittechnik an der Universität Stuttgart und wurde 1987 zum Honorarprofessor dieser Universität ernannt. Hier wirkte er besonders eng zusammen mit Ernst Dieter Gilles, Direktor des Instituts für Systemdynamik und Regelungstechnik und späterer Gründungsdirektor des Max-Planck-Instituts für Dynamik komplexer technischer Systeme in Magdeburg als erstes technikwissenschaftliches Institut der Max-Planck-Gesellschaft. Auch entwickelte sich in Stuttgart die Kommunikation zwischen Polke und Rudolf Lauber, Direktor des Instituts für Regelungstechnik (umbenannt in Automatisierungs- und Softwaretechnik), der von 1988 bis 1990 Vorsitzender der VDI/VDE-Gesellschaft Mess- und Automatisierungstechnik (GMA) war und dem Polke in diesem Amt nachfolgte.
Von 1988 bis 1994 hat er einen Lehrauftrag Prozessleittechnik an der Ruhr-Universität Bochum wahrgenommen. Im Jahre 1993 folgte ein Lehrauftrag Prozessleittechnik an der TU Bergakademie Freiberg in Sachsen. Seit 1993 hat er Seminare zum Thema Prozessleittechnik an der Technischen Hochschule Miskolc in Ungarn abgehalten, und im Wintersemester 1995 war er hier als Gastprofessor tätig.
Schließlich wurde Polke zum Jahresanfang 1991 als Leiter des erstmals in Deutschland eingerichteten Lehrstuhls für Prozessleittechnik an die RWTH Aachen, Fakultät für Bergbau, Hüttenwesen und Geowissenschaften berufen. Er hat diesen Lehrstuhl zügig aufgebaut sowohl hinsichtlich einer eigenständigen akademischen Lehre (Fachbuch Prozessleittechnik 1992 und 1994) als auch in der praxisnahen Forschung des neuen Fachprofils. So initiierte er in kurzer Zeit mehr als 10 Dissertationen für Schwerpunkte der PLT wie Informationsstrukturen und semantische Informationsmodelle, Mensch-Prozess-Kommunikation sowie PLT-Entwurf. Polke stützte sich bei seiner Aufbauarbeit insbesondere auf sein umfangreiches Kooperationsnetzwerk, das auch in gemeinsamen Veröffentlichungen sichtbar ist: Ernst Dieter Gilles und Rudolf Lauber (Stuttgart), Günther Schmidt und Georg Färber (München), Hartwig Steusloff und Georg Bretthauer (Karlsruhe), Rolf Isermann (Darmstadt), Heinz Töpfer (Dresden), Dietrich Balzer (Berlin), Peter Metzing (Freiberg i. Sa.), Werner Kriesel (Leipzig) u. a.
Diesen Lehrstuhl hatte Polke bis zu seiner Emeritierung bei Erreichen der Altersgrenze im Jahre 1995 inne, und er setzte seine wissenschaftliche Tätigkeit auch danach als Honorarprofessor an der RWTH Aachen fort. Er gehörte zum Freundeskreis des Lehrstuhls, war dessen Vorstandsvorsitzender und ist nunmehr Ehrenmitglied. Als Nachfolger auf dem Lehrstuhl Prozessleittechnik wurde Ulrich Epple berufen, der in den 1980er Jahren in der von Polke geführten Prozessleittechnik der Bayer AG tätig war. Ein entsprechender Lehrstuhl Prozessleittechnik wurde ebenfalls an der TU Dresden, Fakultät Elektrotechnik und Informationstechnik im Institut für Automatisierungstechnik eingerichtet, der seit Ende 2006 mit Leon Urbas besetzt ist.

## Wirken in Fachgremien und als Berater
Polke befasste sich mit grundlegenden Untersuchungen zur Systematik der Reform des Ingenieurstudiums im Rahmen der VDI-Hauptgruppe „Der Ingenieur in Beruf und Gesellschaft“. Gleichzeitig war er Leiter des Bereichs „Ingenieuraus- und -weiterbildung“ dieser VDI-Hauptgruppe.
Polke war Vorstandsmitglied der Deutschen Physikalischen Gesellschaft (DPG) von 1971 bis 1975. In der DPG analysierte er insbesondere die soziologische Struktur des Physikers und das Berufsbild des Industrie-Physikers in der BRD. Gleichzeitig war er Vorsitzender des Beratenden Ausschusses der Industriephysiker (BAI) in der DPG von 1988 bis 1991. Er war Mitglied des Auswahlausschusses der Studienstiftung des deutschen Volkes (1970–1997). Seit 1973 erfolgte seine aktive Mitarbeit im Arbeitskreis Hochschule und Hochschulentwicklung der CDU in Köln (beispielsweise Konsekutive Studiengänge und Campusstrukturen; Grundsatzprogramm Bildung etc.).
Polke hatte umfangreiche Beratungstätigkeit zu bildungs- und berufspolitischen Fragestellungen übernommen, beispielsweise für das Bundesministerium für Forschung und Technologie (BMFT). Er war auch Mitglied des Wissenschaftlichen Beirats des Hahn-Meitner-Institutes in Berlin (1979–1983) und gehörte seit 1990 dem CDU-Wirtschaftsrat, Arbeitskreis „Arbeit und Soziales“ in Köln als Mitglied an (Problematik der Arbeitslosigkeit und Ansätze zur Problemlösung).
Polke wirkte im Vorstand der Internationalen Fachmesse für Industrielle Kommunikations-, Automatisierungs-, Mess- und Analysentechnik INTERKAMA Düsseldorf (1986–1992). Weiterhin war er Leiter des Fachbereiches 9 der Normungsorganisation Deutsche Kommission Elektrotechnik Elektronik Informationstechnik (DKE) im DIN und VDE (1987–1991). In diese Zeit fällt auch seine Tätigkeit als Vorsitzender der NAMUR. Polke wurde danach zu deren Ehrenmitglied ernannt.
Für zwei Amtsperioden wurde Polke zum Vorsitzenden der VDI/VDE-Gesellschaft Mess- und Automatisierungstechnik (GMA) gewählt (Geschäftsführer: H. Wiefels). In dieser Zeit war er zugleich Mitglied des Vorstandes des Verbands der Elektrotechnik, Elektronik und Informationstechnik (VDE), gehörte dem Programmausschuss des wissenschaftlichen Beirats des Vereins Deutscher Ingenieure (VDI) an und hatte den Vorsitz des Herausgeberbeirats des VDI für VDI-Publikationen der VDI-Verlag GmbH inne. Gleichzeitig gehörten die beiden GMA-Organzeitschriften Automatisierungstechnik (at) und Automatisierungstechnische Praxis (atp) in seine Verantwortung.
In diese beiden Amtsperioden von Anfang 1991 bis Ende 1996 fielen gerade die Anfangsjahre nach der Wiedervereinigung, und Martin Polke unterstützte den gesamtdeutschen Integrationsprozess der Mess- und Automatisierungsingenieure in hervorragender Weise. Hierbei knüpfte er an die vorangegangenen Aktivitäten seines Amtsvorgängers Rudolf Lauber an, und er konnte sich auf die eigenen langjährigen Kontakte zu seinen DDR-Amtskollegen Werner Richter als Vorsitzender und Heinz Töpfer als Ehrenvorsitzender der WGMA in der Kammer der Technik Berlin (KDT) stützen.
Martin Polke hatte während seines Vorsitzes das Anwendungsprofil der GMA geschärft und die inneren Strukturen entsprechend angepasst. Nicht zuletzt hatte er durch stärkere Einbeziehung der Prozessleittechnik, der Prozessinformatik sowie der Industriellen Kommunikation die GMA auf einen zukunftssicheren Weg geführt.
Als Mitglied gehörte er den Aufsichtsräten der ELPRO AG Berlin (1993–1995) und der DÖRES AG (seit 2005) an. Parallel wirkte er als Industrieberater in Fragen Prozessleittechnik und Systemanalyse. Polke war auch als Vorsitzender des Gesprächskreises Informatik tätig.
Der „Wahl-Kölner“ gehört geradezu selbstverständlich dem Verein Freunde und Förderer des Kölnischen Brauchtums an, war Vorsitzender der Dreikönigsgilde Köln und ist Mitglied des Senats der Kölnischen Karnevalsgesellschaft 1945 e.V.
Martin Polke hat durch seine vielfältigen, innovativen Arbeiten zur Prozessleittechnik zugleich einen wirksamen Beitrag zur Annäherung der Automatisierungstechnik an relevante Problemstellungen der Industrie erbracht. Damit hat er einen wichtigen Grundstein zu einem zukunftsgemäßen Fachprofil der angewandten Automatisierungstechnik und Prozessinformatik erfolgreich gelegt. Insgesamt hat Polke eine nachhaltige Wirkung auf seinem Fachgebiet hinterlassen, er gehört zu den Pionieren der Prozessleittechnik und Prozessinformatik.
Seine Arbeitsergebnisse fanden ihren Niederschlag in zahlreichen Vorträgen auf Wissenschaftlichen Tagungen, in der Industrie, in Verbänden und in Hochschulen, insbesondere über den Einfluss der Informatik auf die Prozessleittechnik, auf die Bildungssituation sowie auf die Ethik in der Informationsgesellschaft. Weiterhin sind mehr als 100 Veröffentlichungen in Fachzeitschriften, Tagungsbänden und in Buchform mit mehreren Auflagen erschienen. In der NAMUR sowie in der VDI/VDE-Gesellschaft Mess- und Automatisierungstechnik (GMA) Düsseldorf und Frankfurt/M. wirkte Polke nachhaltig profilbildend.
Die von Martin Polke ausgebildeten Diplom-Ingenieure und Wissenschaftler arbeiten an verantwortlicher Stelle und sorgen ihrerseits für zunehmenden Nachwuchs bei Fachingenieuren der Prozessleittechnik, indem sie Aufgaben in der Lehre wahrnehmen. Aus dem Umfeld von Polke sind viele namhafte Fachleute hervorgegangen, die in unterschiedlichen Bereichen von Industrie und Wissenschaft tätig sind.

## Ehrungen und Auszeichnungen
- 1979: Ehrenmedaille des Verein Deutscher Ingenieure (VDI)
- 1996: Verdienstkreuz am Bande des Verdienstordens der Bundesrepublik Deutschland
- 1998: Otto-Winkler-Ehrenmedaille als höchste Auszeichnung der VDI/VDE-Gesellschaft Mess- und Automatisierungstechnik (GMA).

## Schriften (Auswahl)
- Studium, Beruf und Qualifikation der Ingenieure. VDI-Verlag, Düsseldorf 1976 (mit H. Hillmer und R.W. Peters).
- Informationshaushalt technischer Prozesse. In: Automatisierungstechnische Praxis, München. Jg. 27, Nr. 4, 1985, S. 161–171.
- Mensch-Prozess-Kommunikation. In: Automatisierungstechnische Praxis, München. Jg. 27, atp-Sonderheft NAMUR-Statusbericht, 1985, S. 50–61 (mit G. Färber und H. Steusloff).
- Systemtechnische Grundlagen der Prozessleittechnik. In: Automatisierungstechnische Praxis, München. Jg. 29, atp-Sonderheft NAMUR-Statusbericht, 1987, S. 46–54.
- Zur funktionalen Gliederung von Leitsystemen. In: Automatisierungstechnische Praxis, München. Jg. 29, Nr. 9, 1987, S. 393–400 (mit W. Körner und P. Moll).
- Netzmodelle als systemtechnische Informationsbasis für die Prozessleittechnik. In: Automatisierungstechnik, München. Jg. 37, Nr. 3, 1989, S. 94–103 und Nr. 4, 1989, S. 138–144 (mit W. Ahrens).
- Tradition und Fortschritt – 40 Jahre NAMUR. In: Automatisierungstechnische Praxis, München. Jg. 32, Nr. 3, 1990, S. 105–109 (mit B. Sturm und B. Will).
- Mensch-Prozess-Kommunikation aus der Sicht des Leittechnikers. In: P. Metzing (Hrsg.): Prozessleittechnik in der Montanindustrie und Umwelttechnik. Deutscher Verlag für Grundstoffindustrie, Leipzig, Stuttgart, 1993.
- Prozessleittechnik. Oldenbourg Verlag, München, Wien, 1992, 2. Aufl. 1994, ISBN 3-486-22549-9.
- Process Control Engineering. Verlag Chemie, Weinheim, 1994.
- Das Informationsmodell: Basis für die Interdisziplinäre Prozessbeschreibung. In: Automatisierungstechnik, München. Jg. 42, Nr. 1, 1994, S. 5–10 (mit H. Buchner und J. Lauber).
- Migration in der Prozessleittechnik. In: Automatisierungstechnische Praxis, München. Jg. 36, Nr. 2, 1994, S. 9–10.
- Die GMA und ihr Umfeld im Wandel. In: VDI/VDE-GMA Jahrbuch 1997. VDI-Verlag, Düsseldorf 1997, S. 9–13.
- Unternehmensweiter Zugriff auf Prozessinformationen mit dem „PLT – Internet“. In: Automatisierungstechnische Praxis, München. Jg. 39, Nr. 1, 1997, S. 24–32 (mit M. Arnold und U. Epple).
- Umfeld, Restriktionen, Perspektiven – Einleitung zum Oldenbourg Spezial „50 Jahre Automatisierung“. In: Automatisierungstechnische Praxis, München. Jg. 51, Nr. 8, 2009, S. 22–23 (mit G. Schmidt).